# Neonemobius eurynotus
Neonemobius eurynotus é uma espécie de insecto da família Gryllidae.
É endémica dos Estados Unidos da América. 